# 荒木敏明
荒木 敏明（あらき としあき、1942年5月31日 - ）は日本の男子フェンシング選手。北海道歌志内市出身。
北海道札幌南高等学校、立教大学卒。全日本フェンシング選手権大会ではエペ種目を中心に11回優勝。また1978年アジア大会バンコク大会エペ競技においても優勝を果たしている。立教大学在学中に1964年東京オリンピックに出場した。
引退後は様々な大学のコーチを歴任した後に、健康科学財団の役員として沖縄県に住んでいる。